# Giovanni Galeazzo Frigerio
Don Giovanni Galeazzo Gaetano Frigerio, nobile (Milano, 20 aprile 1841 – Roma, 7 aprile 1911), è stato un militare e politico italiano.

## Biografia
Ammesso alla Regia scuola di marina nel 1853, guardiamarina nel 1856, ha combattuto nelle tre guerre d'indipendenza italiane guadagnandosi due medaglie d'argento ad Ancona e Gaeta. Ha comandato l'avviso ad elica Staffetta dal 1877 al 1879, guidandolo nella circumnavigazione del globo, durata dal 15 maggio 1878 al 6 marzo 1879. È stato membro e presidente del Consiglio superiore di marina, capo divisione, direttore generale del personale e del servizio militare al Ministero della marina, comandante superiore del corpo reale degli equipaggi, aiutante di campo generale di sua maestà il Re, capo dell'ufficio di Stato maggiore e comandante in capo della forza navale del mediterraneo.

## Carriera
- Guardiamarina (Regno di Sardegna) (18 luglio 1856)
- Sottotenente di vascello (Regno di Sardegna) (18 marzo 1860)
- Tenente di vascello (12 settembre 1861)
- Capitano di fregata (17 marzo 1873)
- Capitano di vascello (27 agosto 1881)
- Contrammiraglio (9 dicembre 1888)
- Viceammiraglio (20 dicembre 1894